# LDV Group
LDV Group Limited, anteriormente Leyland DAF Vans, fue un fabricante británico de furgonetas con sede en Washwood Heath, Birmingham. Históricamente parte de Rover Group y Leyland DAF, más tarde fue una subsidiaria de propiedad total del grupo ruso GAZ. Debido a la recesión mundial y la falta de inversión a largo plazo, la producción en la fábrica de LDV fue suspendida en diciembre de 2008.
Después de una serie de intentos de rescate fallidos, los administradores PricewaterhouseCoopers vendieron los derechos de propiedad intelectual a Eco Concept en 2009, quien los vendió a SAIC Motor en 2010, y su subsidiaria Maxus comenzó la producción en China en marzo de 2011.

## Historia

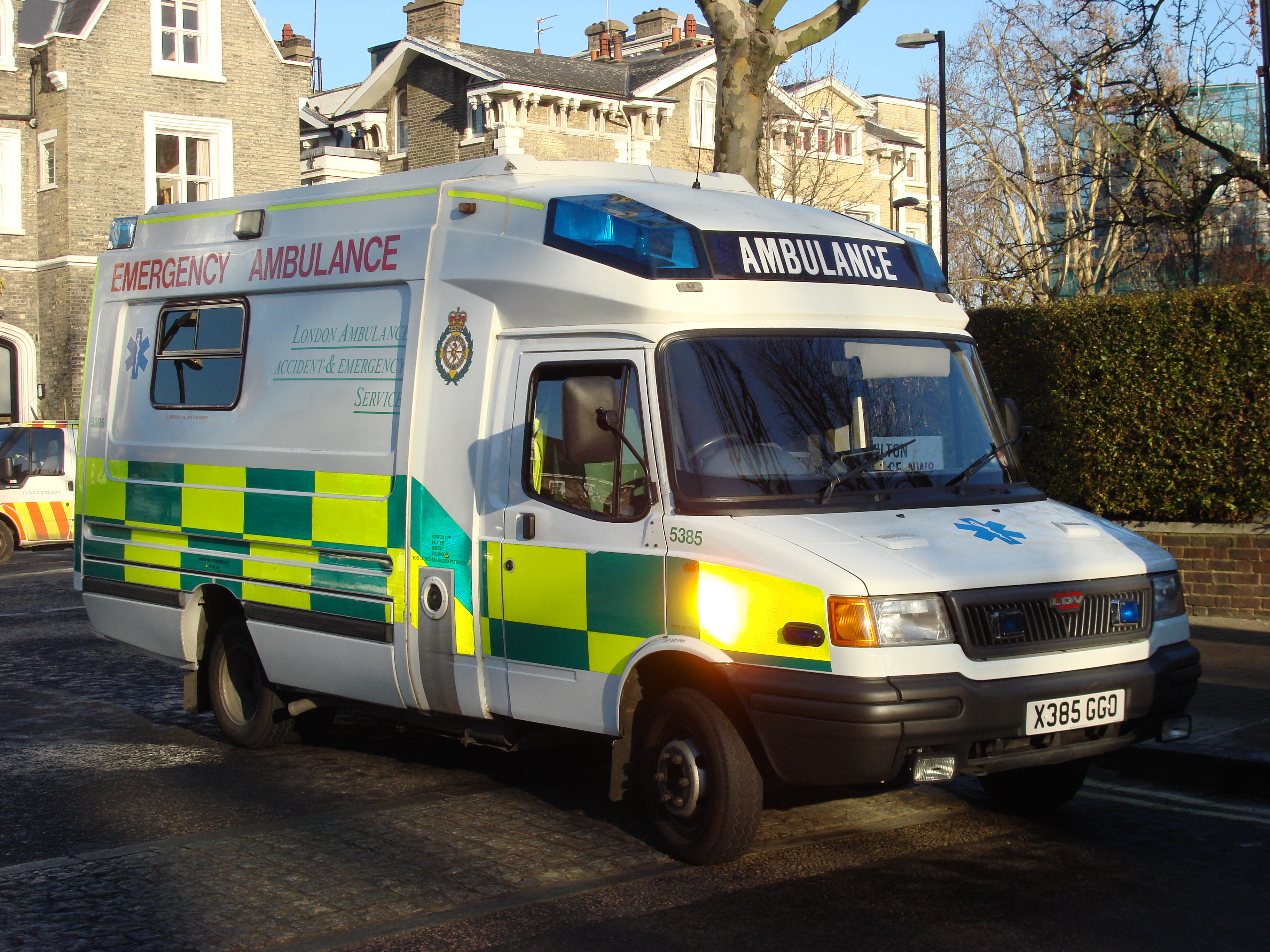
LDV Convoy de techo alto (2000).

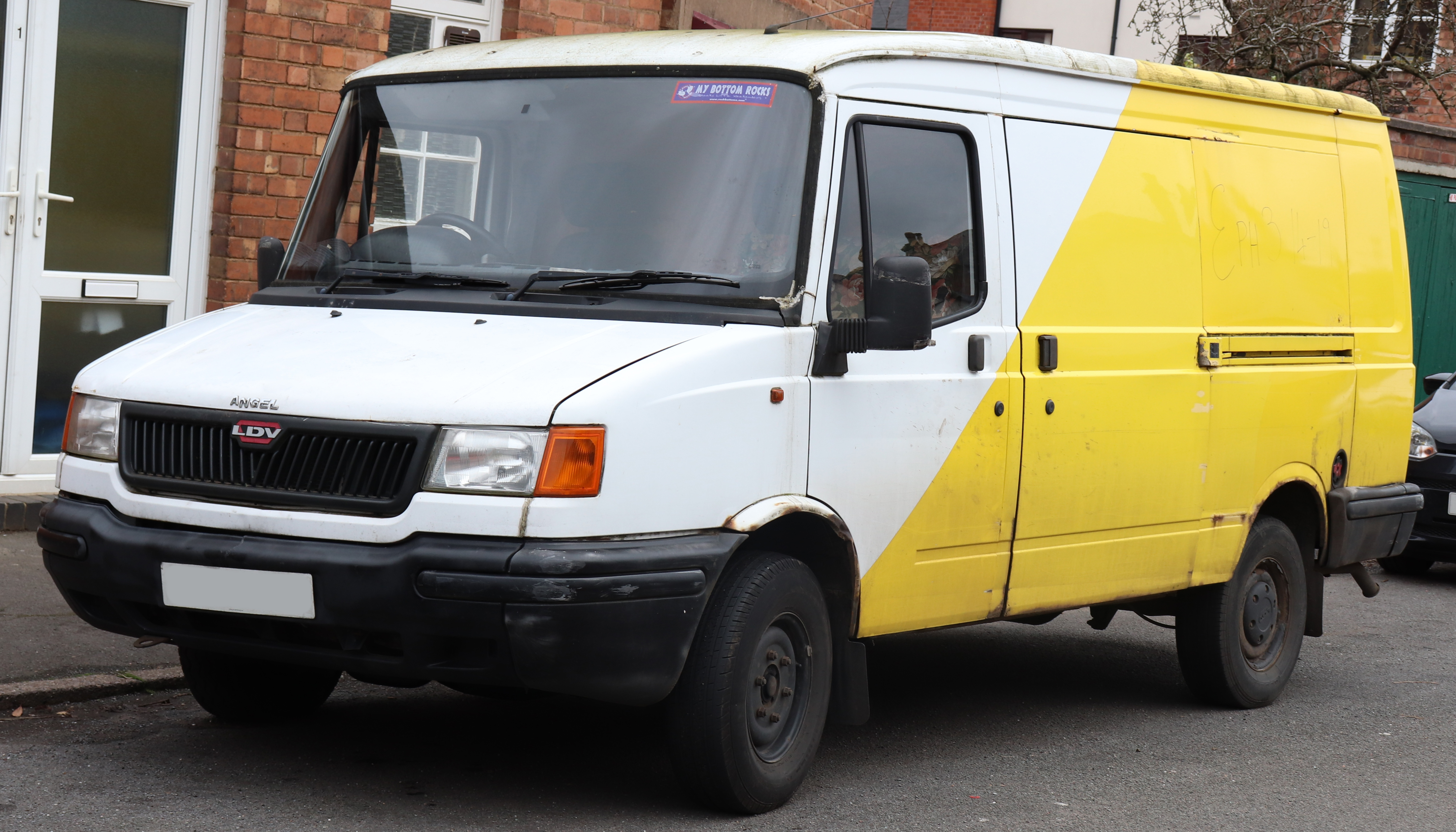
LDV Convoy de techo bajo.

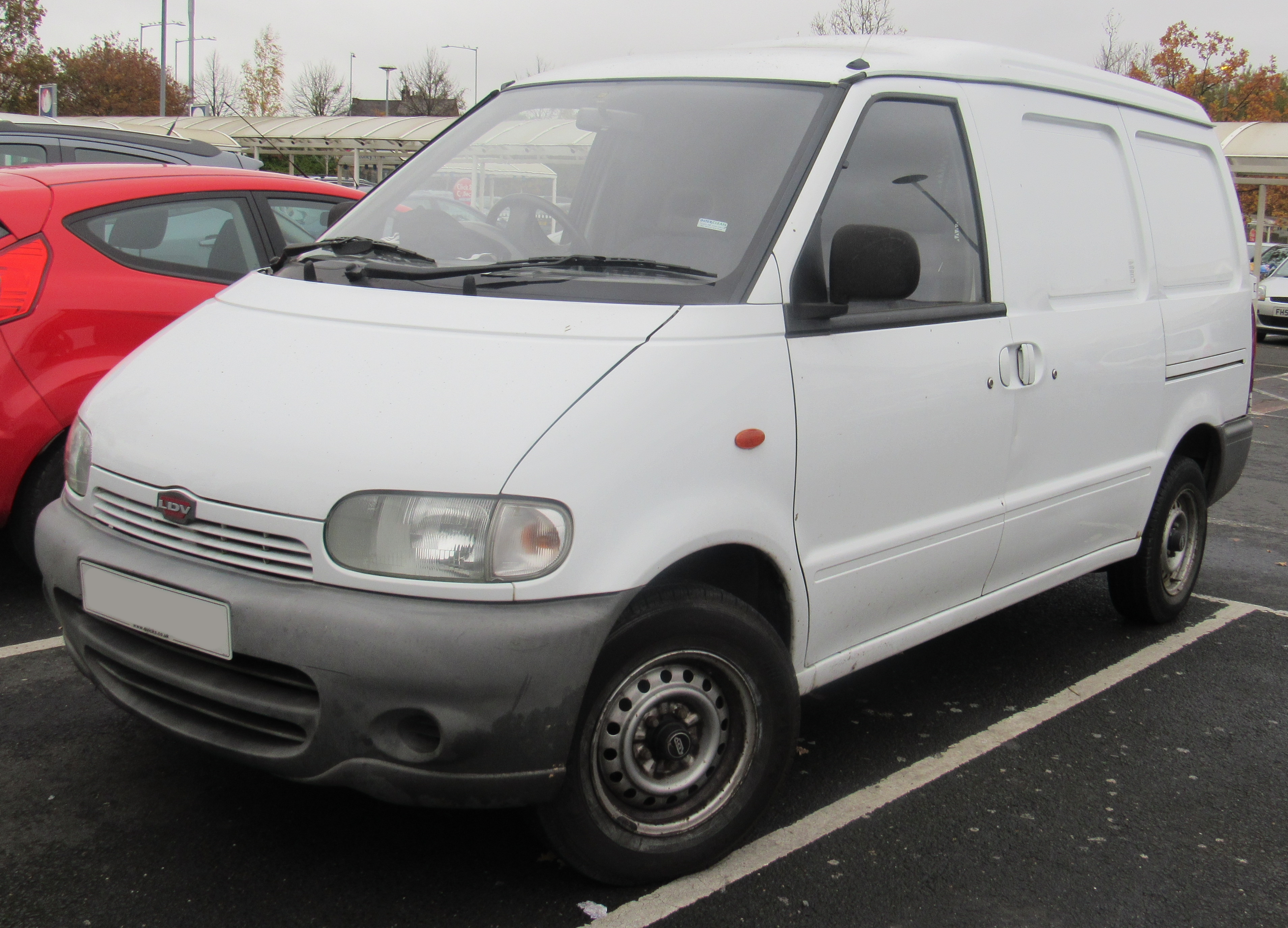
LDV Cub.

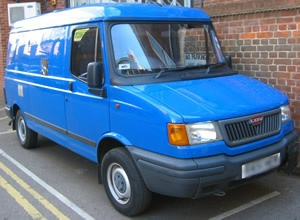
LDV Pilot.

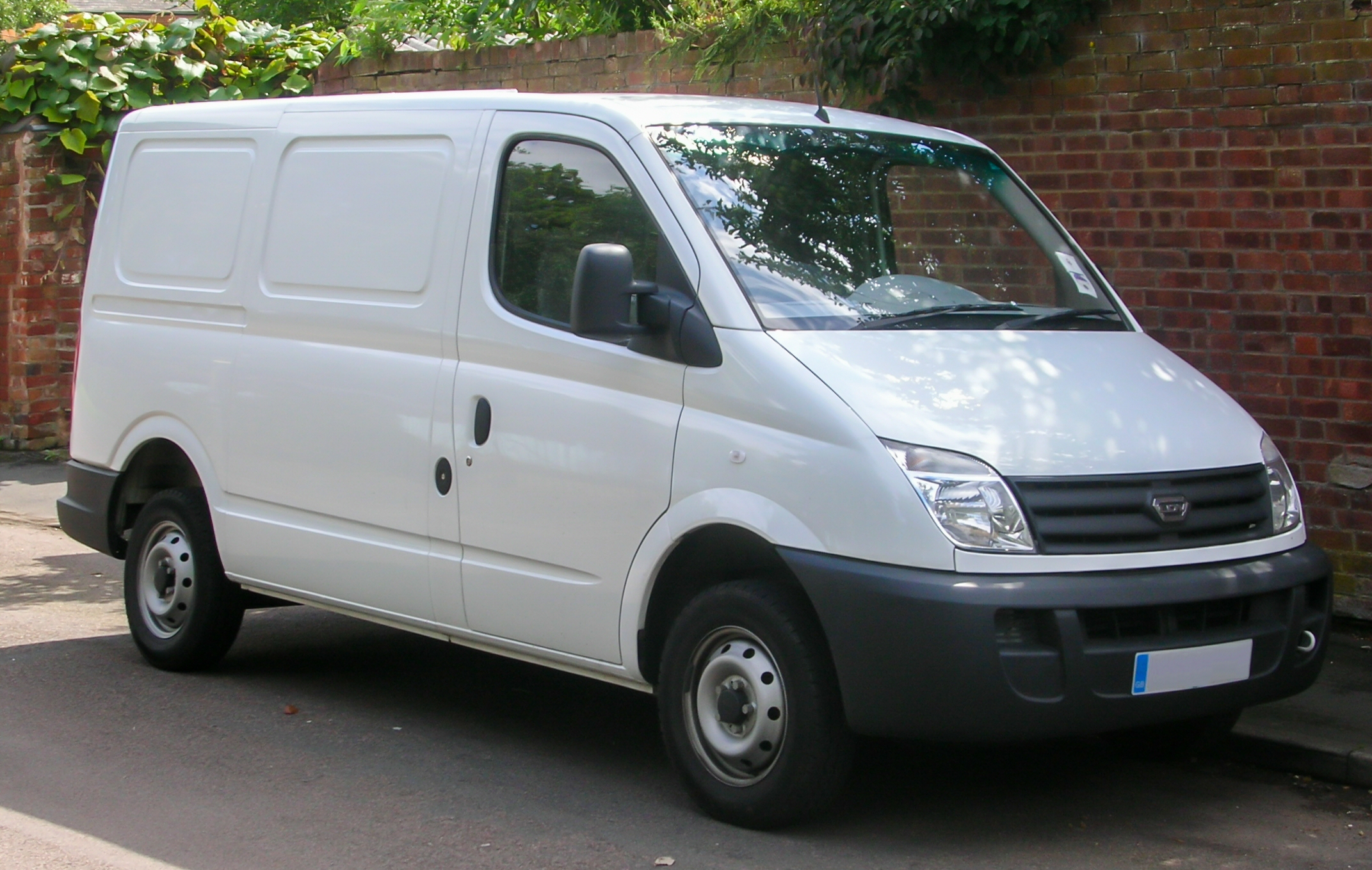
LDV Maxus 2.8 CDi 95 SWB (2005).

LDV se formó en abril de 1993 como Leyland DAF Vans, tras una adquisición por la dirección —respaldada por 3i— de la división de fabricación de furgonetas Leyland DAF de DAF NV, luego de que la empresa neerlandesa pasara a la administración. Fue rebautizada como LDV en enero de 1994.
Antes de su fusión con Leyland Trucks y DAF Trucks en febrero de 1987, formaba parte del imperio British Leyland/Rover Group y, más tarde, fue el brazo Freight Rover de la división Land Rover Group.
En diciembre de 2005, después de pasar a la administración, LDV fue comprada por el grupo Sun Capital Partners y fue objeto de una reestructuración financiera. What Van? informó sobre el compromiso de LDV con sus clientes existentes, incluida la garantía de su director de marketing de que su objetivo de producción de 1000 furgonetas por mes los pondría muy por encima del punto de equilibrio.
El grupo ruso GAZ adquirió LDV el 31 de julio de 2006. El exejecutivo de Ford Europa, Martin Leach, y el exejecutivo de AT Kearney, Steve Young, fueron designados para administrar el negocio y expandir la producción en la planta de LDV en Birmingham agregando nuevas líneas de productos e ingresando a nuevos mercados en Europa y otros lugares.
GAZ tenía planes de exportar tecnología de LDV a Rusia y comenzar a producir el Maxus en la planta de GAZ Nizhny Novgorod en Rusia, con 50.000 como volumen inicial. También hubo propuestas para exportar el GAZ Maxus a Australia, un mercado tradicional para British Leyland.
Sin embargo, los planes de GAZ realmente nunca mostraron un aumento de la producción y, debido a la grave recesión mundial y a la falta de inversión y compromiso a largo plazo, la producción en la fábrica de LDV en Birmingham se suspendió en diciembre de 2008. Después de que el gobierno británico intentara una vez más salvar a la empresa al aceptar invertir £5 millones en subvenciones para permitir que WestStar Corporation de Malasia comprase LDV, finalmente WestStar no logró asegurar el financiamiento.
Los derechos de propiedad intelectual fueron vendidos por los administradores PricewaterhouseCoopers a la firma china Eco Concept el 15 de octubre de 2009, quien los vendió a SAIC Motor en agosto de 2010, y Maxus comenzó la producción en China en marzo de 2011.
Coincidentemente, PWC era el mismo grupo de administradores que se ocupó de la desaparición del Grupo MG Rover en 2005, el descendiente de la empresa original de la que formaba parte Leyland Trucks. Además, SAIC Motor actualmente posee los derechos de la mayoría de los activos de MG Rover, reuniendo a las dos empresas.

## Vehículos
LDV produjo una gama de furgonetas, pickups y minibuses, todos disponibles con varias modificaciones y especificaciones. Los principales clientes de LDV eran grandes corporaciones británicas, como Royal Mail, National Grid y muchas otras empresas de servicios públicos.
Los modelos que fabricó fueron los siguientes:
- LDV series 200/400.
- LDV Convoy/Pilot (1993-2006).
- LDV Cub (1998-2001).
- LDV Maxus (2004-2008).